# Nils Gustaf Ekholm
Pour les articles homonymes, voir Ekholm.
 (janvier 2019).
Si vous disposez d'ouvrages ou d'articles de référence ou si vous connaissez des sites web de qualité traitant du thème abordé ici, merci de compléter l'article en donnant les références utiles à sa vérifiabilité et en les liant à la section « Notes et références ».
Nils Gustaf Ekholm, né le 9 octobre 1848 à Smedjebacken en Dalécarlie et mort le 5 avril 1923, était un météorologue et explorateur polaire suédois.

## Biographie
Fils d'un pharmacien, il étudie à l'université d'Uppsala, où il travaille au département de météorologie entre 1876 et 1881. Il est en 1882 et 1883 chef d'une expédition météorologique suédoise au Spitzberg. Il est ensuite maître de conférences en météorologie à l'université entre 1888 et 1892. Dès 1890, il est assistant à l'institut suédois de météorologie de Stockholm (un des ancêtres de l'actuel Sveriges meteorologiska och hydrologiska institut, SMHI,  basé à Norrköping). Il prend la direction de cet institut en 1913, puis sa retraite en 1918 à l'âge de 70 ans.
Initialement seulement responsable de la partie recherches météorologiques de l'expédition au Spitzberg de 1881-1883, il en est fait le chef à la suite de la défection du précédent chef, malade. L'un des membres de l'expédition est l'aérostier et ingénieur suédois S. A. Andrée. En 1896, Ekholm fait partie de l'expédition vers le pôle Nord en ballon à hydrogène de ce dernier. Toutefois, la tentative de 1896 est avortée pour cause de vents défavorables, et Ekholm remet par la suite en question la fiabilité du ballon, qui selon lui a des fuites trop importantes. Face au refus d'Andrée de considérer ses objections, Ekholm se retire de l'expédition et est remplacé par le jeune ingénieur Knut Frænkel. La seconde tentative, en 1897, verra les craintes d'Ekholm se vérifier et conduira à la mort des trois explorateurs.
Il fut fait en 1892 membre de la British Royal Meteorological Society, ainsi que de l'Académie royale des sciences de Suède en 1905.